# Jorinde e Joringel

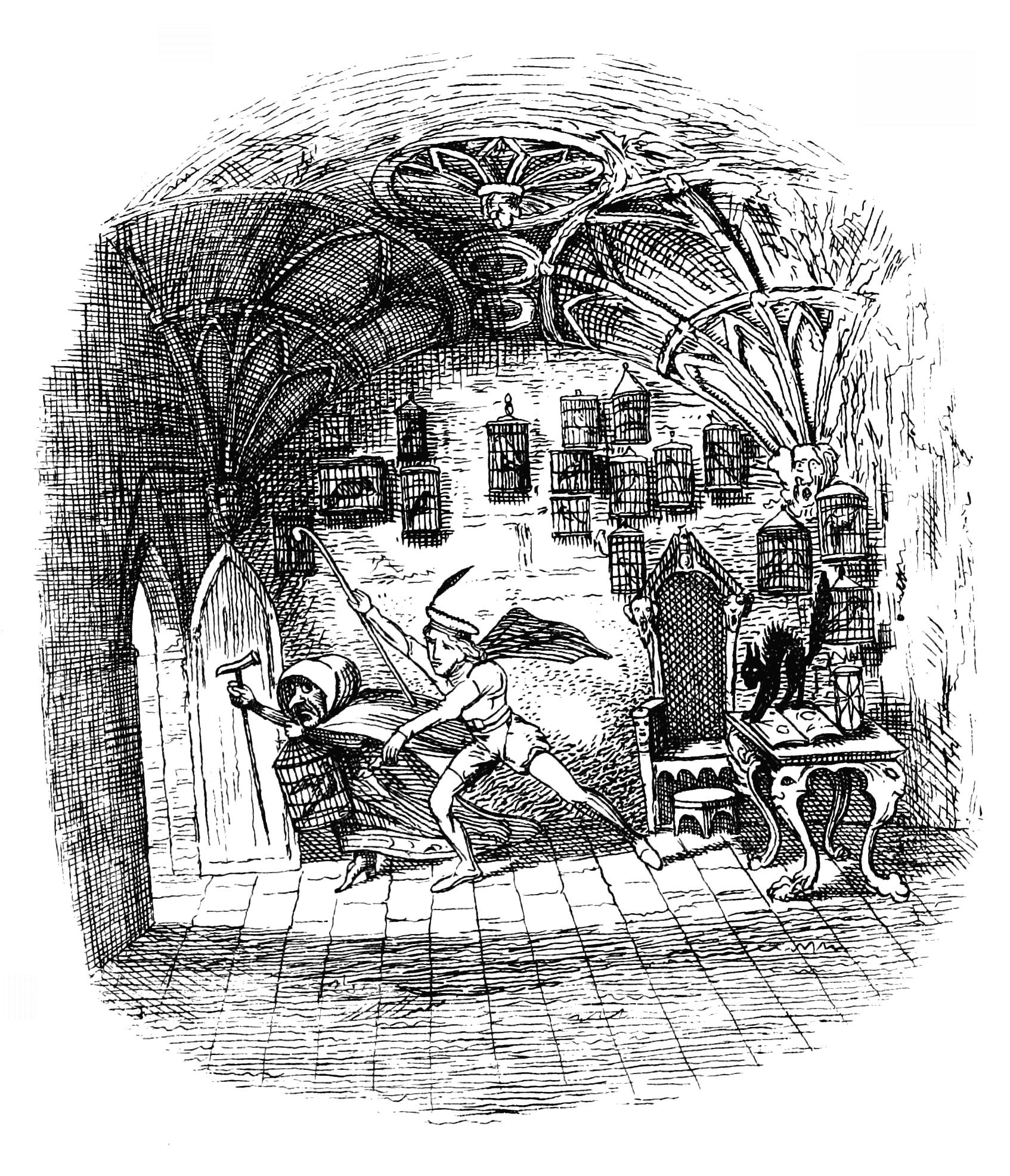
Joringel insegue la strega che scappa con Jorinde. Illustrazione di George Cruikshank del 1823.

Jorinde e Joringel (Jorinde und Joringel) è una fiaba tedesca pubblicata da Jacob e Wilhelm Grimm nella raccolta Le fiabe del focolare (Kinder- und Hausmärchen, 1812-1815). In alcune traduzioni italiane è riportata come Jorinda e Joringhello o Iorinda e Ioringhello.

## Trama
Una vecchia maga che vive in un castello nella foresta, assume durante il giorno le sembianze di un gatto o di una civetta. La donna attira a sé gli animali per mangiarseli e trasforma le fanciulle in usignoli, mentre chi si avvicina troppo al castello non riesce più a muoversi.
Jorinde e Joringel sono una giovane coppia che, dopo essersi persa durante una passeggiata, si avvicina accidentalmente al castello. All'improvviso Jorinde diventa un usignolo e la strega se la porta via, mentre Joringel rimane paralizzato.
Joringel trascorre del tempo lontano da casa lavorando come pastore, finché non sogna un fiore rosso con una perla al centro. Il giovane cammina per nove giorni e un mattino trova il fiore rosso e lo porta dalla maga. La vecchia è impotente davanti ad esso, ma cerca comunque di andersene portando via un uccellino in una gabbietta, che Joringel riconosce essere Jorinde. Toccando con il fiore la strega e la gabbietta, il ragazzo fa perdere alla vecchia tutti i suoi poteri e libera la sua amata dal maleficio. Jorinde e Joringel ritrasformano in fanciulle tutti gli altri uccelli chiusi nelle 7.000 gabbie e tornano a casa.

## Classificazione e varianti
Nel sistema di classificazione Aarne-Thompson la fiaba fa parte del tipo 405: Jorinde and Joringel, del quale è stata l'unico esemplare ad essere pubblicato per tutto il XIX secolo, ad eccezione di una versione svedese riportata da Johannes Bolte e Jiri Polivka. A partire dal XX secolo sono state trovate e pubblicate nuove varianti della fiaba, come la fiamminga Janneken, Mieken e la strega Peetje Loo (Janneken en Mieken en de tooverheks Peetje Loo) riportata da Victor de Meyere. In questa versione il protagonista e la fanciulla trasformata in uccello dalla strega non sono due innamorati ma fratelli, e l'incantesimo viene spezzato colpendo la strega con una pelle di serpente. Anche in una versione olandese intitolata La palla d'oro (De gouden bal), riportata da Gerrit Jacob Boekenoogen, i due protagonisti sono fratelli, con la differenza che ad essere trasformato in uccello è il fratello, e i due sono figli di un re. Per trovare il magico fiore bianco con cui spezzare il maleficio, la principessa deve sconfiggere un drago con l'aiuto di alcuni nani. Al di fuori dell'Europa, Marie Campbell ha riportato una variante dagli Appalachi intitolata Il fiore di rugiada, che segue piuttosto fedelmente il racconto dei Grimm.

## Adattamenti
- Jorinde und Joringel (1920), film d'animazione tedesco andato perduto.
- Jorinde und Joringel (1957), cortometraggio con marionette della Germania Est di Johannes Hempel, prodotto dalla DEFA.
- Jorinde en Joringel (1978), film d'animazione olandese di Niek Rus.
- Jorinde und Joringel (1986), film televisivo della Germania Est di Wolfgang Hübner, prodotto dalla DEFA.
- Jorinde e Joringel (1988), episodio della serie TV anime Le fiabe son fantasia.
- Jorinda and Joringel (1995), mediometraggio muto in bianco e nero statunitense di Lisa Hammer.
- Jorinde und Joringel (2011), episodio della serie televisiva tedesca Le più belle fiabe dei fratelli Grimm di Bodo Fürneisen, con Llewellyn Reichman, Jonas Nay, Katja Flint e Uwe Kockisch.